# Brazalete de campaña

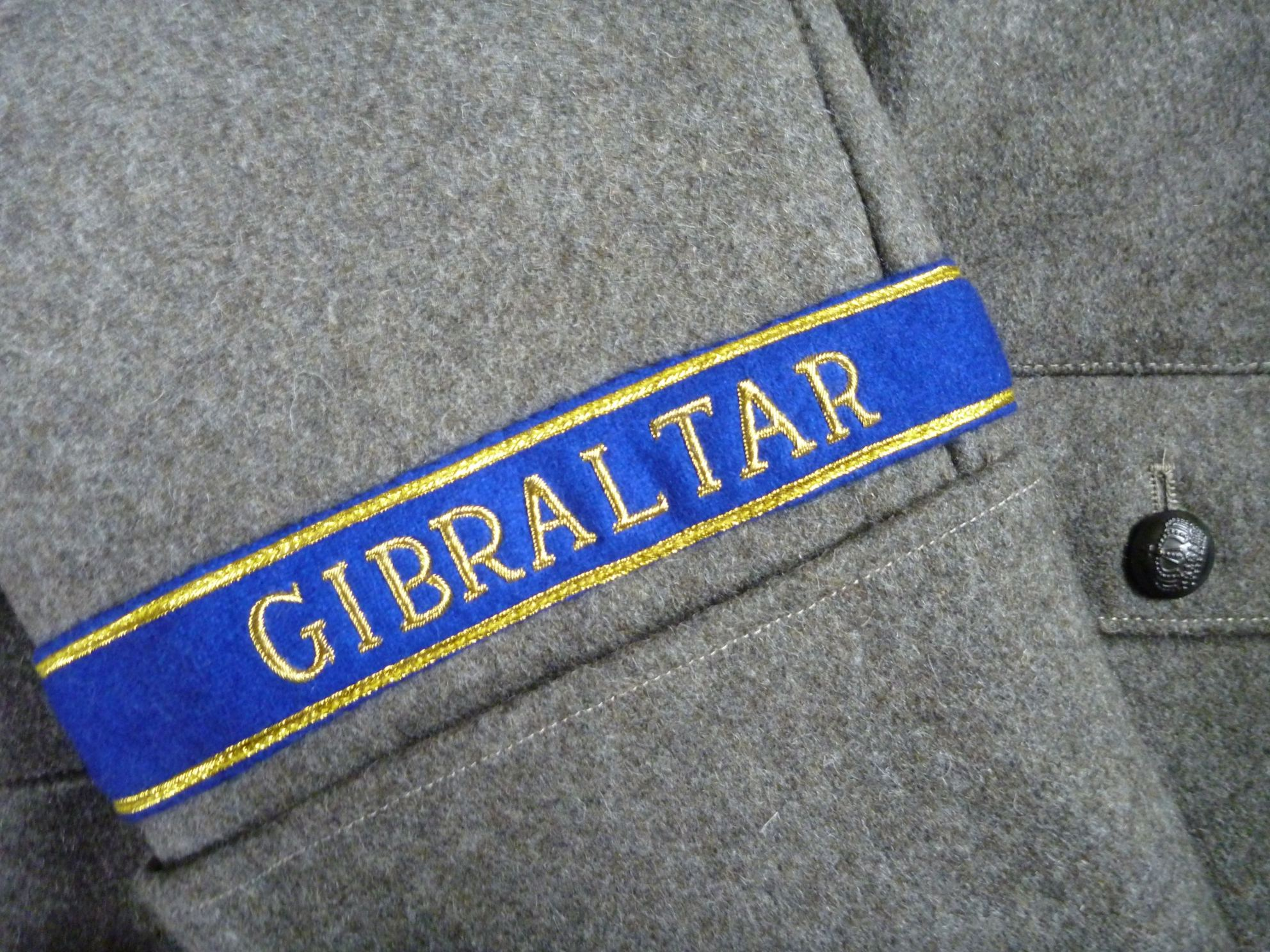
Brazalete de campaña con la inscripción GIBRALTAR.

El Brazalete de campaña (en alemán: Ärmelstreifen) es una forma de insignia conmemorativa que se colocaba en la manga, cerca del final de la misma, de los uniformes militares y paramilitares alemanes. La tradición se remonta a la fundación del brazalete GIBRALTAR. Este fue donado en 1783 por el rey Jorge III para los regimientos del electorado de Hannover. Los brazaletes de campaña son más comunes en la Segunda Guerra Mundial, pero también se ven en la posguerra.
Los brazaletes de campaña a menudo se asocian con la Segunda Guerra Mundial y las unidades de las Waffen-SS, pero fueron ampliamente utilizados por todas las ramas del ejército alemán, incluidas las organizaciones paramilitares y civiles. El Regimiento de Infantería Großdeutschland (más tarde División Großdeutschland) también era bien conocido por su uso de brazaletes de campaña. El Deutsches Afrikakorps era famoso por su brazalete de campaña.

## Descripción

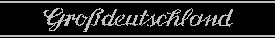
Imagen del brazalete de campaña con la inscripción "Großdeutschland" en escritura latina introducido en 1944.

El brazalete de campaña estaba hecho de lana, algodón, rayón o una mezcla de algodón/rayón. Medía aproximadamente 4 cm de ancho y llevaba un nombre o símbolo que identificaba al usuario que pertenecía a una unidad en particular o que hubiera servido en una campaña específica. Los brazaletes tejidos a máquina se hicieron más comunes a medida que avanzaba la Segunda Guerra Mundial y se introducían nuevos títulos. Los colores de la tela y las letras variaban. Los brazaletes de las Waffen-SS reflejaban los colores de las SS (negro y plateado) y eran generalmente de color negro con letras grises o blancas.
Las letras podían ser en caracteres latinos, góticos o de estilo Sütterlin, como se muestra en el brazalete de la Grossdeutschland. También se utilizaban letras mayúsculas.

## Tipología

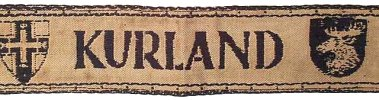
Brazalete de campaña Kurland.

- Brazaletes de campaña de unidades: generalmente se referían al nombre de una división, aunque algunos regimientos también tenían títulos distintivos.
- Brazalete de campaña Kurland.Brazaletes de campaña de ramas de servicio: identificaban a aquellos que servían en una rama de servicio específica como la policía militar y los corresponsales de guerra. El título de brazalete de la Feldgendarmerie (Policía Militar) llevaba un brazalete distintivo, a menudo junto con un brazalete de unidad, si lo tenía.[5]

Ambos fueron nombrados Ärmelstreifen. Para diferenciarlo, había otro brazalete, llamado Ärmelband, que se usaba para

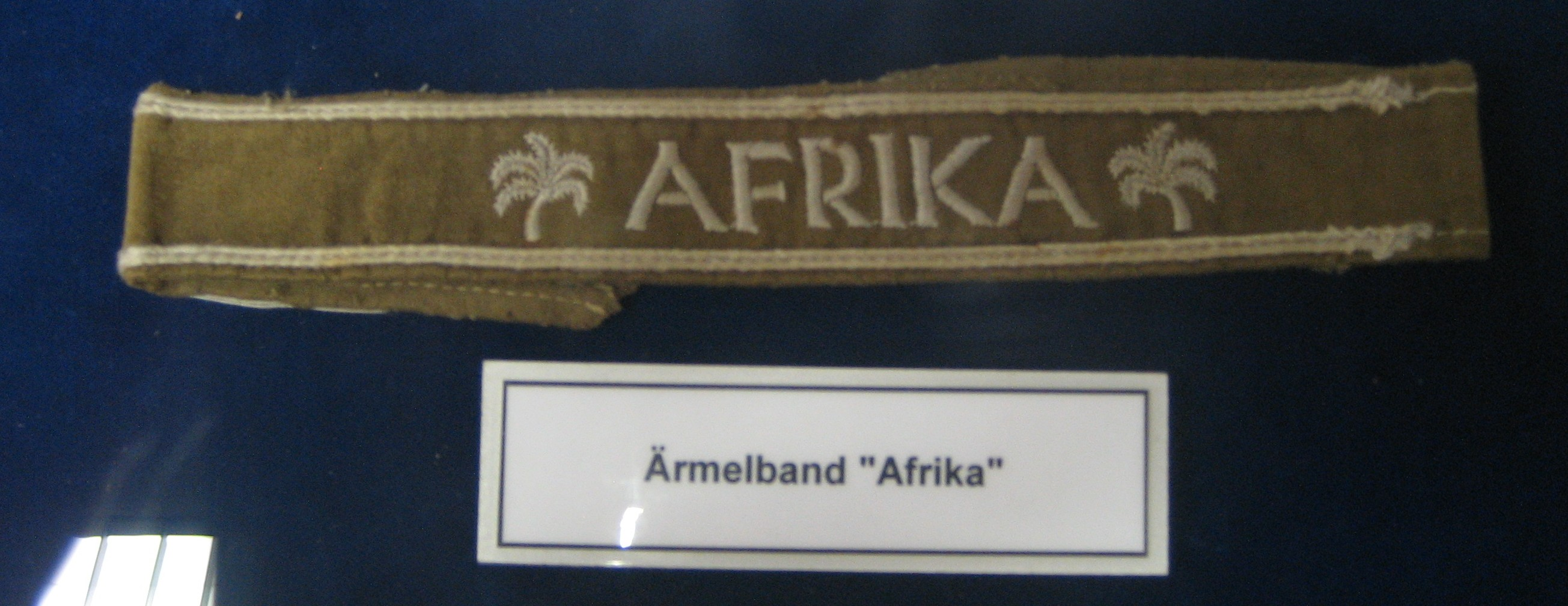
Brazalete de campaña Afrika.

- Brazalete de campaña Afrika.Brazalete de campaña: la participación en algunas campañas, como la de Kurland, Creta o el norte de África, fueron reconocidos como una condecoración a diferencia de otros brazaletes como los de algunas unidades.

Se sabe que se utilizaron varios patrones para los brazaletes; algunas unidades tenían patrones únicos. Entre los diseños más destacados estaban:
- El Britisches Freikorps tenía un brazalete con escritura gótica con el nombre de la unidad en inglés.
- El brazalete Afrikakorps se usó informalmente como brazalete de campaña hasta que fue reemplazado por otro con el nombre de Afrika, que incluía imágenes de palmeras.[6]
- La 3.ª División SS Totenkopf tenía una versión de su brazalete que incluía una calavera y unas tibias cruzadas.
- La 1.ª División Leibstandarte SS Adolf Hitler tenía Adolf Hitler escrito en su brazalete al estilo Sütterlin. Contrariamente a la creencia común, el diseño no se parecía en nada a la firma de Adolf Hitler.

## Método de uso

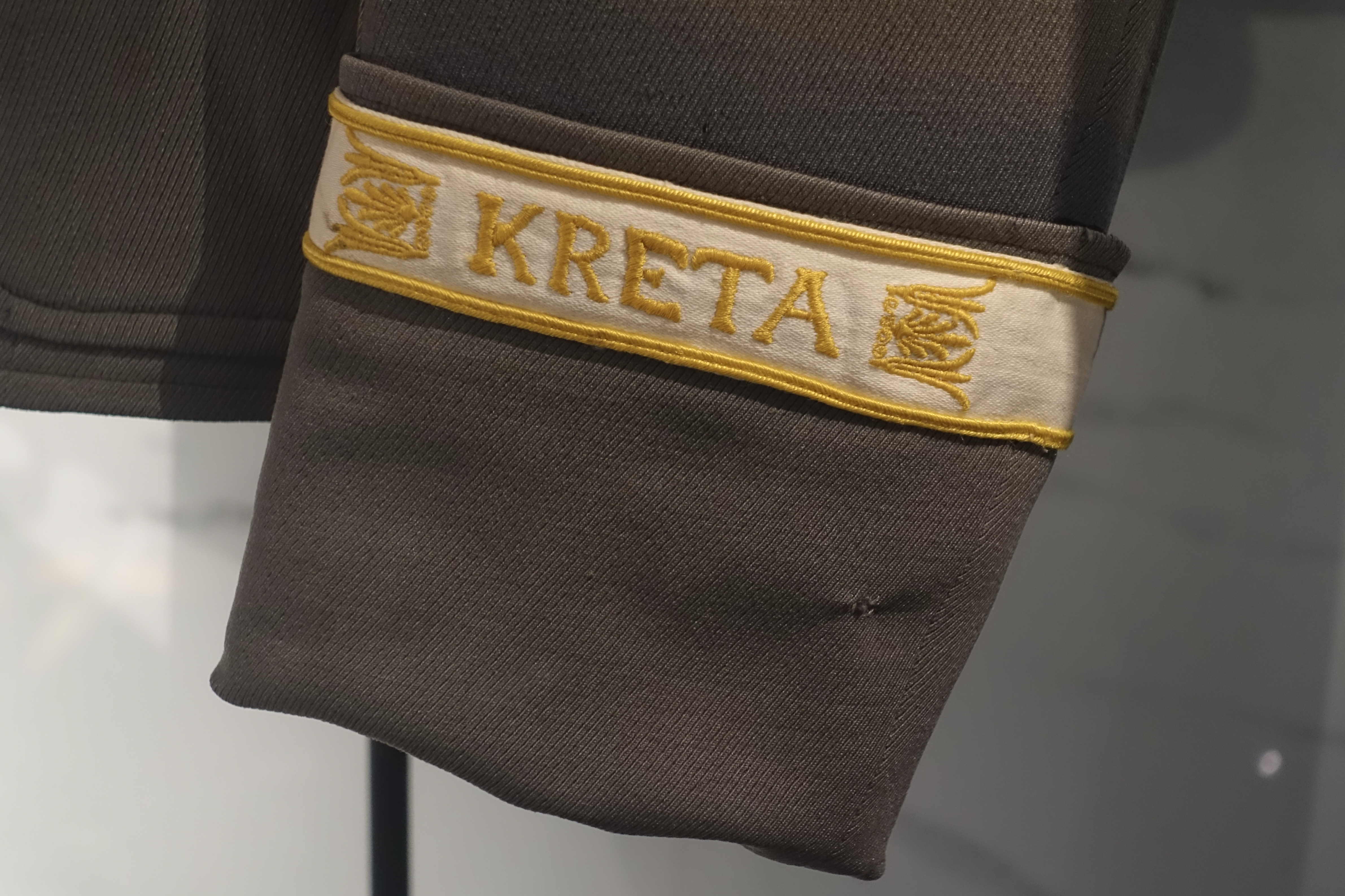
Lugar donde colocar el brazalete.

Como era habitual en los uniformes de la Segunda Guerra Mundial, el brazalete se colocaba en la parte superior del borde inferior de los puños de los uniformes alemanes, concretamente cerca de la costura del puño. Así surgió la medida de 14,5 cm a 15 cm, ya que este era el ancho de manga de los uniformes alemanes. Es cierto que no había una norma escrita en cuanto a qué altura exactamente debía colocarse, solo que debía hacerse junto a la costura del puño. Existen fotgrafías de chaquetas con el brazalete colocado a menos de 14,5 cm o 15 cm del borde del puño. Esto generalmente se debe a una menor longitud de manga. En las chaquetas con puño francés (el puño vuelto hacia atrás), el brazalete se colocaba encima del puño si era un uniforme del Ejército (Heer), la Fuerza Aérea (Luftwaffe) o la Armada (Kriegsmarine), y se colocaba justo debajo del borde del puño en las chaquetas de las SS (generalmente entre el borde de la manga y la costura del puño, aproximadamente de 1 mm a 1,5 mm).

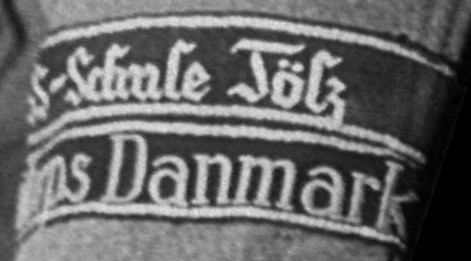
Ejemplo de la colocación de dos brazaletes juntos en un mismo puño.

En la Bundeswehr, el brazalete se lleva a ambos lados.
En el Heer, la Luftwaffe o la Kriegsmarine, el brazalete de la unidad estaba de moda, como el de GIBRALTAR, que fue concedido nuevamente, y que se llevaba en el brazo derecho. En las SS, el brazalete se llevaba en el brazo izquierdo. Todos los brazaletes de campaña se llevaban en el brazo izquierdo. Por ejemplo, alguien que hubiera estado en el ejército y hubiera luchado en el norte de África y luego hubiera sido transferido a la Grossdeutschland tenía un brazalete de campaña Afrika en su brazo izquierdo y otro de la Grossdeutschland en su brazo derecho (el abrigo de cuero del general Manteuffel se saltaba esta norma). Un soldado de las SS que hubiera luchado en Creta como paracaidista y luego se hubiera unido a la 2.ª División SS Das Reich tendría sus dos brazaletes de campaña en el brazo izquierdo. En este caso, normalmente se vería el brazalete de la unidad colocado debajo del brazalete de la campaña porque lo más probable es que la persona hubiera recibido su uniforme con el brazalete de la unidad de antemano y luego se hubiera colocado el brazalete de la campaña después, pero esto no siempre era así.
Se podía usar más de un brazalete si el soldado tenía derecho. El general Manteuffel usaba el brazalete de campaña Afrika por encima del de la Grossdeutschland durante el período en el que estuvo al mando de esa división. Los brazaletes de unidad no se otorgaban como un distintivo, al contrario que las insignias de divisiones de los uniformes del Ejército de EE. UU. Sin embargo, los miembros que tenían derecho a usar un brazalete de unidad, que también podían ser policías militares, corresponsales de combate o miembros del Führerhauptquartier (cuartel general de Hitler), podían usar tanto el brazalete de su unidad como el de su rama de servicio . Un ejemplo de esto sería un policía militar de la 17.ª División SS de Granaderos Panzer Götz von Berlichingen, que llevaba un brazalete de la SS-Feldgendarmerie (Policía Militar de las SS) y otro brazalete de la Götz von Berlichingen. En este caso, ambos se llevarían en el brazo izquierdo. Los soldados enviados a las academias también usaban un brazalete de la academia con el nombre de la unidad, si lo había.

## Estatus
Los brazaletes usados por las Waffen-SS o la Wehrmacht se consideraban un honor. El libro The History of the Panzerkorps Grossdeutschland de Helmuth Spaeter describe un caso en el que la compañía motorizada del Regimiento de Infantería Grossdeutschland tuvo que rendir cuentas por la pérdida de un puesto; y se les prohibió usar sus brazaletes hasta que recuperaran ese privilegio, mediante el éxito en alguna batalla posterior.
Cuando las divisiones de las Waffen-SS no se desempeñaban satisfactoriamente cerca de Viena en abril de 1945, Adolf Hitler ordenó a las unidades involucradas que se quitaran los brazaletes como castigo. El SS-Oberst-Gruppenführer Sepp Dietrich se enfureció y, según los informes, envió sus brazaletes de regreso a Berlín en un orinal.
A los soldados en entrenamiento generalmente se les otorgaba un brazalete solo al completar ese entrenamiento, y la concesión del brazalete se consideraba parte del rito de iniciación. Este rito se describe en el controvertido libro El soldado olvidado.

## Posguerra

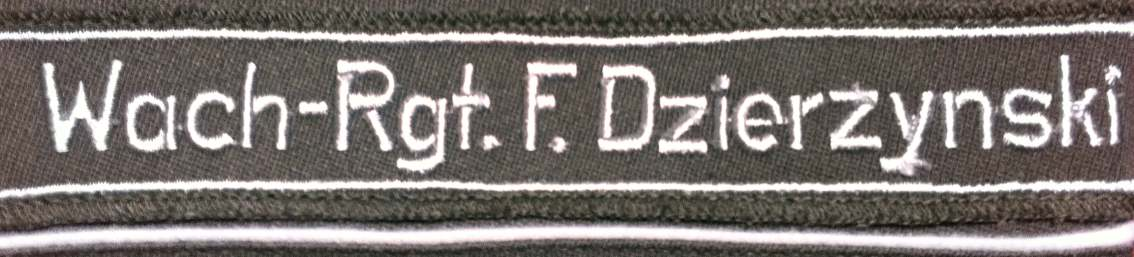
Brazalete de un Regimiento de Guardias de Alemania Oriental.

El Nationale Volksarmee de Alemania Oriental continuó la tradición de los brazaletes, sobre todo usados por guardias fronterizos y regimientos de guardias que llevan el nombre de famosos comunistas alemanes y personalidades del bloque del este.

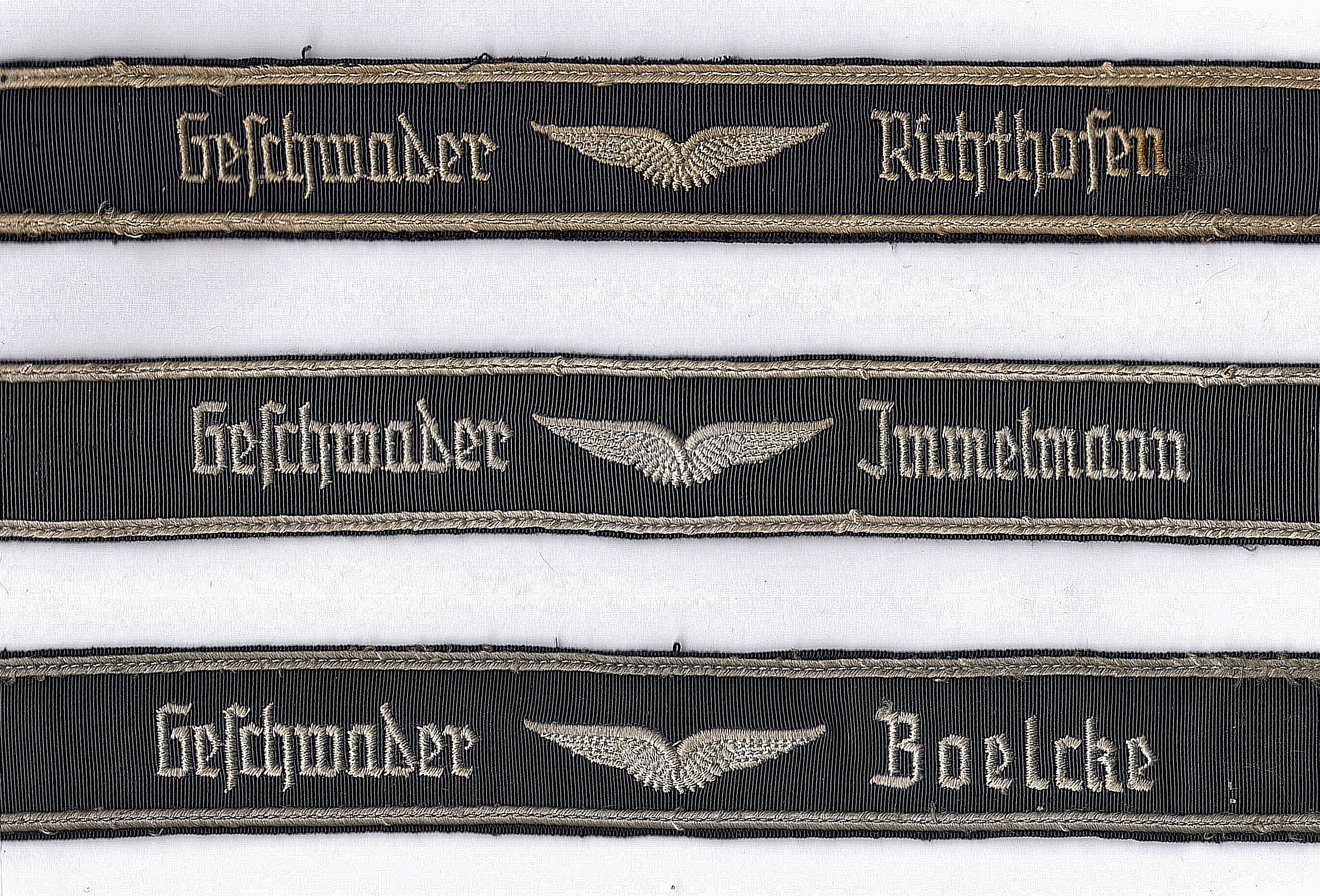
Brazaletes de la Luftwaffe.

La Luftwaffe de Alemania Occidental (Fuerza Aérea Federal Alemana) reafirmó la tradición de otorgar brazaletes a su Traditionsverbände como: Jagdgeschwader Immelmann, Jagdgeschwader Steinhoff, Jagdgeschwader Richthofen y Jagdgeschwader Boelke, que fueron nombrados en honor a los famosos pilotos de combate de la Primera y Segunda Guerra Mundial. El brazalete de Jagdgeschwader Mölders fue retirado posteriormente.

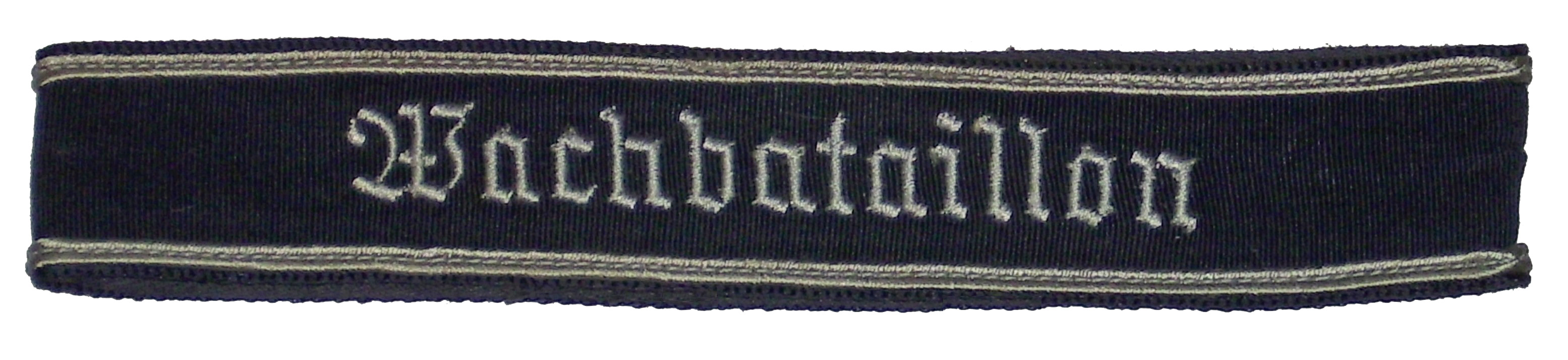
Brazalete de un Wachbataillon.

El ejército alemán sigue luciendo algunos brazaletes distintivos en la actualidad. El primero, utilizado por el Cuerpo de Aviación del Ejército Alemán, es un "ala" plateada estilizada en una banda negra con ribetes plateados en los bordes superiores e inferiores. El segundo para su Batallón de Entrenamiento Blindado (y Escuela), que es una Panzerlehrbrigade 9 bordada en gris plateado en escritura gótica. También las escuelas Offizierschule des Heeres y Unteroffizierschule des Heeres han otorgado brazaletes.
El tercero por su Wachbataillon, que es un Wachbataillon bordado en gris plateado en escritura gótica sobre una banda negra con ribetes plateados en los bordes superior e inferior.